# ادوارد جی بلووشتین
ادوارد جی بلووشتین (انگلیسی: Edward J. Bloustein; ۲۰ ژانویهٔ ۱۹۲۵ – ۹ دسامبر ۱۹۸۹) استاد دانشگاه اهل ایالات متحده آمریکا بود.
وی همچنین برندهٔ جوایزی همچون برنامه فولبرایت شده‌است.